# Vincent Braillard
Vincent Braillard (* 29. April 1985 in Montet, Kanton Freiburg, Schweiz) ist ein Schweizer Motorradrennfahrer.
Er bestritt 2005 bis 2006 die Straßen-WM in der 125-cm³-Klasse für Aprilia zusammen mit Pablo Nieto. Braillard ist neben Thomas Lüthi und Randy Krummenacher der dritte Schweizer im Grand-Prix-Zirkus.
Im September 2006 wurde er wegen Erfolglosigkeit entlassen.